# 下鯤鯓
下鯤鯓，是臺灣臺南市南區、安平區交界地帶的一個傳統地域名稱，位於南區的西北部及安平區的西部中至南段。相較於今日行政區，其範圍大致包括南區的喜北里北半部不含東端、鯤鯓里不含東部南側凸出部分的東南大半部、彰南里西南部，以及安平區的漁光里、金城里不含東半部及西北部、國平里西南部邊界地帶（鯤鯓湖水域西南側）。
本地區境內主要聚落為四鯤鯓、三鯤鯓。

## 歷史
台灣日治初期，下鯤鯓地區為一街庄社鄉，稱為「下鯤鯓社」（舊制街庄社鄉），隸屬於効忠里。該社昔日北隔安平港海域與媽祖宮庄為界，東與上鯤鯓社、鹽埕庄為鄰，南邊為灣裡庄，西邊臨台灣海峽。
1901年（日治明治三十四年）11月11日，全台廢縣廳改設二十廳，該社隸屬於臺南廳。1904年（明治三十七年）3月31日，該社編入「新鯤區」，隸屬於臺南廳。1909年（明治四十二年）10月25日，全台合併二十廳為十二廳，新鯤區仍隸屬於臺南廳。1920年（大正九年）10月1日，全台地方制度大改正，廢十二廳改設五州二廳，該社改制為「下鯤鯓」大字，隸屬於臺南州新豐郡永寧庄（新制街庄）。1936年（昭和十一年）10月1日，本地區改併入州轄臺南市
戰後臺南市改制為省轄臺南市，本地區最初屬於青濱區，後拆分編入南區及安平區，大字亦改制為里。2010年（民國99年）12月25日，臺南縣、市合併為直轄臺南市，本地區仍隸屬於南區及安平區。

## 聚落
本地區發展較早的聚落為四鯤鯓、三鯤鯓，在日治初期的官方地圖上已有記載。

## 學校
- 國立臺南高級海事水產職業學校（大部分）
- 龍崗國小（南區四鯤鯓聚落）
- 億載國小漁光分校（安平區三鯤鯓聚落）